# 20 février aux Jeux olympiques de 2006
Le lundi 20 février aux Jeux olympiques d'hiver de 2006 est le dixième jour de compétition.

## Programme
- 09h00 : Curling (F) : phase préliminaire (11e session)
  -  Suède 4-6  Russie
  -  Danemark 1-8  Norvège
  -  Italie 4-6  Japon
- 9h30 : Ski alpin (H) : Slalom géant (1re manche)
- 12h00 : Ski alpin (F) : Super G (départ reporté à 14h45)
- 13h00 : Ski alpin (H) : Slalom géant (2e manche)
- 13h05 : Hockey sur glace (F) : match de classement 7e/8e ;  Suisse 11-0  Italie
- 14h00 : Curling (H) : phase préliminaire (12e session)
  -  Nouvelle-Zélande 1-10  Allemagne
  -  Canada 6-3  États-Unis
  -  Italie 2-10  Suisse
- 16h35 : Hockey sur glace (F) : match de classement 3e/4e ;  Finlande 0-4  États-Unis
- 17h05 : Hockey sur glace (F) : match de classement 5e/6e ;  Allemagne 1-0  Russie
- 17h30 : Bobsleigh (F) : bob à deux, 1e manche
- 18h00 : Saut à ski (H) : par équipe, 1e manche
- 18h30 : Ski acrobatique (H) : saut, qualifications
- 19h00 : Bobsleigh (F) : bob à deux, 2e manche
- 19h00 : Curling (F) : phase préliminaire (12e session)
  -  Danemark 8-9  Canada
  -  Suisse 11-5  Japon
  -  Norvège 8-10  Russie
  -  États-Unis 4-10  Royaume-Uni
- 19h00 : Patinage artistique (M) : danse sur glace, danse libre
- 19h20 : Saut à ski (H) : par équipe, 2e et dernière manche
- 20h35 : Hockey sur glace (F) : finale ;  Suède 1 - 4  Canada

(H) : Hommes ; (F) : Femmes ; (M) : Mixte
L'heure utilisée est l'heure de Turin : UTC+01 heure ; la même utilisée à Bruxelles, Genève et Paris.

## Finales

### Ski alpin - Slalom géant H
| Place | Nation     | Athlète            | Temps         |
| ----- | ---------- | ------------------ | ------------- |
| 1er   | Autriche   | Benjamin Raich     | 2 min 35 s 00 |
| 2e    | France     | Joël Chenal        | 2 min 35 s 07 |
| 3e    | Autriche   | Hermann Maier      | 2 min 35 s 16 |
| 4e    | Canada     | François Bourque   | 2 min 35 s 92 |
| 5e    | Suède      | Fredrik Nyberg     | 2 min 36 s 05 |
| 6e    | Norvège    | Aksel Lund Svindal | 2 min 36 s 06 |
| 6e    | États-Unis | Bode Miller        | 2 min 36 s 06 |
| 8e    | Autriche   | Rainer Schönfelder | 2 min 36 s 64 |

### Ski alpin - Super G F
| Place | Nation     | Athlète               | Temps         |
| ----- | ---------- | --------------------- | ------------- |
| 1er   | Autriche   | Michaela Dorfmeister  | 1 min 32 s 47 |
| 2e    | Croatie    | Janica Kostelić       | 1 min 32 s 74 |
| 3e    | Autriche   | Alexandra Meissnitzer | 1 min 33 s 06 |
| 4e    | Canada     | Kelly Vanderbeek      | 1 min 33 s 09 |
| 5e    | France     | Carole Montillet      | 1 min 33 s 31 |
| 6e    | Suisse     | Martina Schild        | 1 min 33 s 33 |
| 7e    | États-Unis | Lindsey Kildow        | 1 min 33 s 42 |
| 8e    | Italie     | Lucia Recchia         | 1 min 33 s 48 |

### Saut à ski - par équipe
| Place | Nation    | Athlètes                                                          | Points |
| ----- | --------- | ----------------------------------------------------------------- | ------ |
| 1er   | Autriche  | Andreas Widhölzl Andreas Kofler Martin Koch Thomas Morgenstern    | 984,0  |
| 2e    | Finlande  | Tami Kiuri Janne Happonen Janne Ahonen Matti Hautamäki            | 976,6  |
| 3e    | Norvège   | Lars Bystøl Bjørn Einar Romøren Tommy Ingebrigtsen Roar Ljøkelsøy | 950,1  |
| 4e    | Allemagne | Michael Neumayer Martin Schmitt Michael Uhrmann Georg Späth       | 922,6  |
| 5e    | Pologne   | Stefan Hula Kamil Stoch Robert Mateja Adam Małysz                 | 894,4  |
| 6e    | Japon     | Daiki Ito Tsuyoshi Ichinohe Noriaki Kasai Takanobu Okabe          | 893,1  |
| 7e    | Suisse    | Michael Möllinger Simon Ammann Guido Landert Andreas Küttel       | 886,9  |
| 8e    | Russie    | Denis Kornilov Dmitry Ipatov Dmitri Vassiliev Ildar Fatkoulline   | 856,8  |

### Hockey sur glace - Femmes
| Place | Nation     | Athlètes                                     |
| ----- | ---------- | -------------------------------------------- |
| 1er   | Canada     | Équipe du Canada de hockey sur glace féminin |
| 2e    | Suède      |                                              |
| 3e    | États-Unis |                                              |
| 4e    | Finlande   |                                              |
| 5e    | Allemagne  |                                              |
| 6e    | Russie     |                                              |
| 7e    | Suisse     |                                              |
| 8e    | Italie     |                                              |

### Patinage artistique - Danse sur glace
| Place | Nation     | Athlètes                              | Points |
| ----- | ---------- | ------------------------------------- | ------ |
| 1er   | Russie     | Tatiana Navka Roman Kostomarov        | 200,64 |
| 2e    | États-Unis | Tanith Belbin Benjamin Agosto         | 196,06 |
| 3e    | Ukraine    | Olena Hrushyna / Ruslan Honcharov     | 195,85 |
| 4e    | France     | Isabelle Delobel Olivier Schoenfelder | 194,28 |
| 5e    | Bulgarie   | Albena Denkova Maxim Staviski         | 189,53 |
| 6e    | Italie     | Barbara Fusar Poli Maurizio Margaglio | 183,46 |
| 7e    | Lituanie   | Margarita Drobiazko Povilas Vanagas   | 183,21 |
| 8e    | Israël     | Galit Chait Sergei Sakhnovski         | 181,16 |

## Médailles du jour
| Rang | Nations    | Médaille d'or, Jeux olympiques | Médaille d'argent | Médaille de bronze | Total |
| ---- | ---------- | ------------------------------ | ----------------- | ------------------ | ----- |
| 1er  | Autriche   | 3                              | 0                 | 2                  | 5     |
| 2e   | Canada     | 1                              | 0                 | 0                  | 1     |
| -    | Russie     | 1                              | 0                 | 0                  | 1     |
| 4e   | États-Unis | 0                              | 1                 | 1                  | 2     |
| 5e   | France     | 0                              | 1                 | 0                  | 1     |
| -    | Croatie    | 0                              | 1                 | 0                  | 1     |
| -    | Finlande   | 0                              | 1                 | 0                  | 1     |
| -    | Suède      | 0                              | 1                 | 0                  | 1     |
| 9e   | Norvège    | 0                              | 0                 | 1                  | 1     |
| -    | Ukraine    | 0                              | 0                 | 1                  | 1     |